# Aciagrion dondoense
Aciagrion dondoense är en trollsländeart som beskrevs av Klaas-Douwe B. Dijkstra 2007. Aciagrion dondoense ingår i släktet Aciagrion och familjen dammflicksländor. Inga underarter finns listade i Catalogue of Life.